# Wolf warriors
Wolf warriors és el nom que a principis de la dècada del 2020 van rebre els diplomàtics de la República Popular de la Xina que seguiren un nou estil més agressiu que allò que havia estat tradicional. El nom ve de la pel·lícula Wolf Warrior, inici d'una nissaga cinematogràfica d'acció comparable amb el que fou Rambo als Estats Units d'Amèrica.
L'aparició del terme es produeix a mitjans occidentals arran que la diplomàcia xinesa es mostrara ferma amb països com els Estats Units i Austràlia. Tot i la suposada major agressivitat diplomàtica, la influència exterior xinesa no es produeix ni militar ni diplomàticament, sinó mitjançant el comerç. A més, des de la dècada del 1980, la Xina s'ha caracteritzat per no exportar el seu sistema polític.